# Fosfoel·lenbergerita
La fosfoel·lenbergerita és un mineral de la classe dels fosfats. Rep el seu nom com a fosfat anàleg de l'el·lenbergerita.

## Característiques
La fosfoel·lenbergerita és un fosfat de fórmula química (Mg,◻)₂Mg₁₂(PO₄,PO₃OH)₆(PO₃OH,CO₃)₂(OH)₆. Va ser aprovada com a espècie vàlida per l'Associació Mineralògica Internacional l'any 1994. Cristal·litza en el sistema hexagonal. La seva duresa a l'escala de Mohs és 6,5.
Segons la classificació de Nickel-Strunz, la fosfoel·lenbergerita pertany a «08.BA: Fosfats, etc. amb anions addicionals, sense H₂O, només amb cations de mida mitjana, (OH, etc.):RO₄ sobre 1:1» juntament amb els següents minerals: ambligonita, montebrasita, tavorita, triplita, zwieselita, sarkinita, triploidita, wagnerita, wolfeïta, stanĕkita, joosteïta, hidroxilwagnerita, arsenowagnerita, holtedahlita, satterlyita, althausita, adamita, eveïta, libethenita, olivenita, zincolibethenita, zincolivenita, auriacusita, paradamita, tarbuttita, barbosalita, hentschelita, latzulita, scorzalita, wilhelmkleinita, trol·leïta, namibita, urusovita, theoparacelsita, turanita, stoiberita, fingerita, averievita, lipscombita, richel·lita i zinclipscombita.

## Formació i jaciments
Va ser descoberta al massís de Dora Maira, a la província de Cuneo, al Piemont, Itàlia. També ha estat descrita a altres tres indrets de la província de Cuneo: a Case Parigi (Martiniana Po), a Masueria (Brossasco) i a Pratolungo (Venasca), així com a les pedreres noruegues d'Overntjern i Tingelstadtjern, totes dues ubicades al municipi de Modum, al comtat de Buskerud.